# The System Has Failed
The System Has Failed (engl. für: „Das System hat versagt“) ist das zehnte Studioalbum der amerikanischen Metal-Band Megadeth. Es erschien im September 2004 bei Sanctuary Records und war das erste nach der zwischenzeitlichen Bandauflösung 2002 sowie das erste ohne Bassist Dave Ellefson. Anstelle von Gitarrist Al Pitrelli war Chris Poland zurückgekehrt. Musikalisch in eine ähnliche Richtung des Heavy Metal mit leichten Thrash- und Speed-Einflüssen tendierend wie der Vorgänger The World Needs a Hero, erhielt es zumeist bessere Kritiken.

## Entstehung
Anfang 2002 hatte Dave Mustaine Megadeth aufgelöst, da er aufgrund eines verletzten Nervs im linken Arm zunächst nicht mehr Gitarre spielen konnte. Als dies 2004 – mit Einschränkungen – wieder möglich war, nahm er in seinem privaten Studio mit Toningenieur Len Steen, der auch im gleichen Jahr an den Remixen der früheren Alben arbeitete, Ideen für ein angedachtes Soloalbum auf. Dann entschied er sich jedoch, die Platte als Megadeth-Album herauszubringen. The System Has Failed wurde wie Cryptic Writings und Risk in Nashville, Tennessee, aufgenommen. Produzent war Jeff Balding, der schon bei den beiden Vorgängeralben als Toningenieur tätig war. Als Schlagzeuger wurde der erfahrene Studiomusiker Vinnie Colaiuta verpflichtet. Im Anschluss an die Aufnahmen kehrte der frühere Schlagzeuger Nick Menza kurzzeitig zurück. Auch Gitarrist Chris Poland wurde nur für das Album engagiert, nicht für die folgende Tour.

## Inhalt
Textlich gestaltete Mustaine „die Inhalte wieder düsterer“, da die Welt „zurzeit kein schöner Ort“ sei. Der Titel bezieht sich unter anderem auf das Versagen staatlicher Systeme. Hier kritisierte Mustaine sowohl die amerikanische, als auch westeuropäische Regierungen. Back in the Day ist von Iron Maiden beeinflusst. Blackmail the Universe zitiert den Film Thirteen Days, der von der Kubakrise handelt. Die Stücke Die Dead Enough und Of Mice and Men wurden als Singles ausgekoppelt, hierfür gab es auch Videos.

## Titelliste
1. Blackmail the Universe – 4:33
2. Die Dead Enough – 4:18
3. Kick the Chair – 3:57
4. The Scorpion – 5:59
5. Tears in a Vial – 5:22
6. I Know Jack – 0:40
7. Back in the Day – 3:28
8. Something That I’m Not – 5:07
9. Truth Be Told – 5:40
10. Of Mice and Men – 4:05
11. Shadow of Deth – 2:15
12. My Kingdom – 3:04

Alle Stücke wurden von Dave Mustaine geschrieben, nur Shadow of Deth basiert laut Booklet auf Psalm 23, der dem biblischen König David zugeschrieben wird. Der Hintergrund ist, dass Dave Mustaine zur Zeit seiner Armverletzung zum wiedergeborenen Christen wurde. Es gab eine Bonus-Version für die Kette Best Buy, die das Coverstück Strange Ways (2:47) von Ace Frehley enthielt.

## Rezeption
Rock-Hard-Herausgeber Stratmann bezeichnete The System Has Failed als „beste Megadeth-Platte seit langer, langer Zeit“. Besonders die Gitarren klängen „wieder zügellos, virtuos und hervorragend aufeinander abgestimmt.“ Achteinhalb von zehn Punkten wurden vergeben. Jason Birchmeier von allmusic.com sprach von einer „Rückkehr zur Glorie“ vergangener Tage. Es handle sich um ein „spätes Meisterwerk“, nach dem Metallica bis zu diesem Zeitpunkt vergeblich gestrebt hätten. Birchmeier bewertete es mit vier von fünf Sternen.